# Галеев, Салават Асхатович
Салава́т Асха́тович Гале́ев (род. 13 октября 1958, Дзержинск, Горьковская область, РСФСР, СССР) — советский и российский футболист, защитник, полузащитник, тренер. Провёл около 450 матчей за дзержинский «Химик» в первенстве и кубке страны.

## Биография
Родился в Дзержинске. Отец всю жизнь проработал на стройке бригадиром-монтажником, был кавалером Ордена Трудового Красного Знамени, мать — работник общепита. Четыре года обучался в музыкальной школе игре на аккордеоне, но в 12 лет, не закончив её, перебрался в футбольную секцию. По окончании школы играл за «Уран» на первенство области, затем был замечен тренером «Химика» Афанасьевым А. П., пригласившим его в команду мастеров.
Заочно окончил Владимирский педагогический институт (кафедра физического воспитания). В течение трёх лет играл за сборную России на базе различных российских команд. Несколько раз приглашался в команды высшей лиги, в том числе — московский «Спартак», где прошёл всю предсезонную подготовку, но каждый раз принимал решение остаться в Дзержинске.
Профессиональную карьеру игрока закончил в 1998 году и перешёл на тренерскую работу.

## Достижения
- Победитель МФС «Приволжье»: 2007
- Победитель первенства России среди ЛФК: 2007
- Обладатель Кубка МФС Приволжье: 2007[2][3]